# Кака (міфологія)
Ка́ка (лат. Саса) — в античній міфології сестра Кака, яка допомогла Гераклові в боротьбі з братом, за що їй було споруджено святилище, де горів незгасний вогонь і весталки приносили жертви.